# خشاب

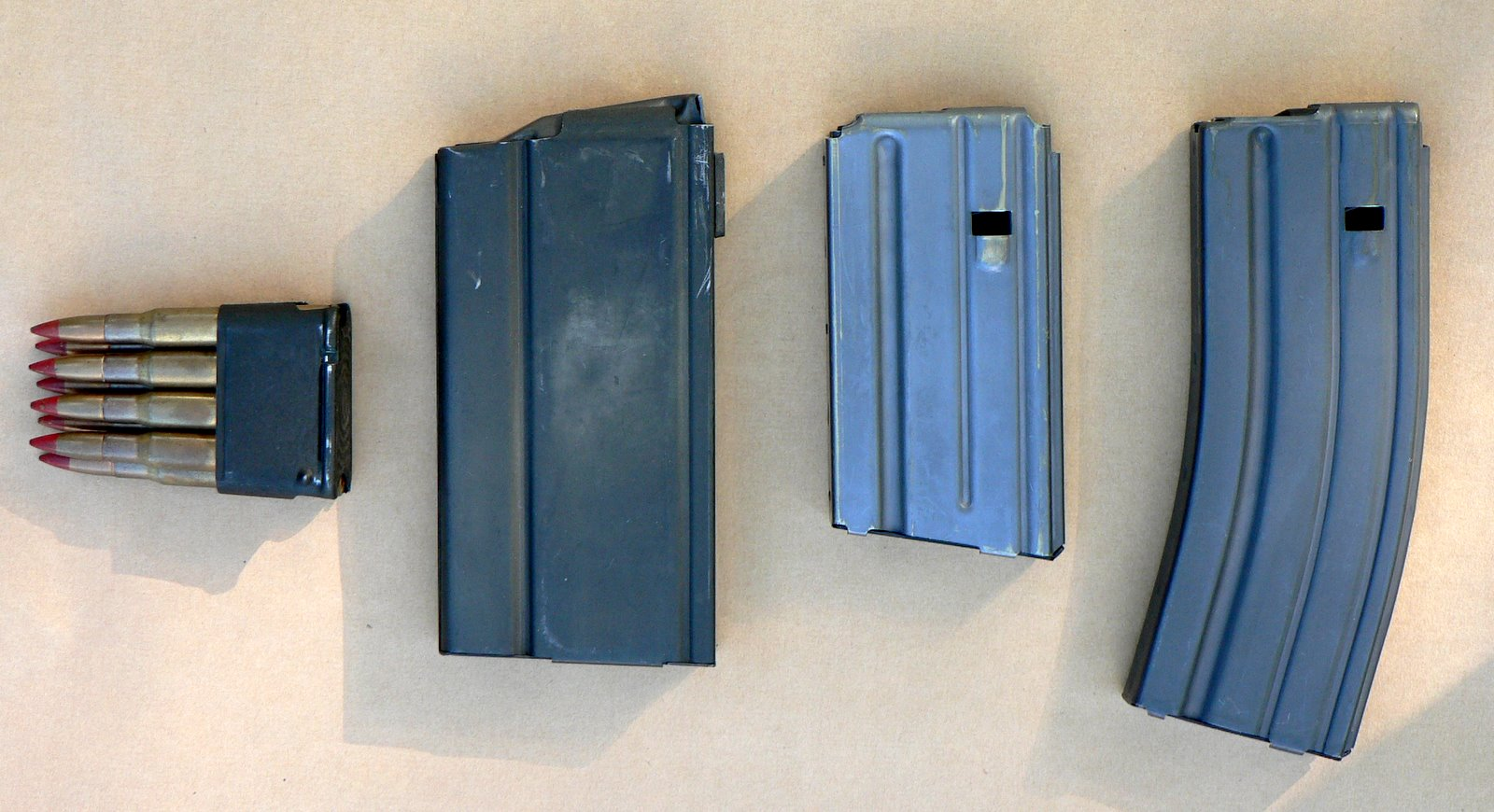
چند نمونه خشاب

خشاب جعبه‌ای فلزی حاوی فشنگ‌هایی است که آن را در سلاح‌های گرم جای می‌دهند و فشنگ‌ها به توالی از آن وارد لوله و شلیک می‌گردد. خشاب دارای انواع مختلفی است. خشاب لوله‌ای در شات گان‌ها یا خشاب بشقابی در مسلسل‌های جنگ جهانی دوم یا خشاب مکعبی در اسلحه‌های جدید مانند Ak47، نمونه‌هایی از خشاب هستند.